# سي. هيدلي فوربس
سي. هيدلي فوربس هو سياسي كندي، ولد في 28 مايو 1896، وتوفي في 1979. نشط حزبياً في الحزب التقدمي المحافظ في نيو برونزويك ‏. وقد انتخب عضو الجمعية التشريعية لنيو برونزويك ‏.